# Tokachi (phó tỉnh)
Tokachi (十勝総合振興局 Tokachi-sōgō-shinkō-kyoku) là phó tỉnh của Hokkaidō, Nhật Bản. Tính đến ngày 1 tháng 10 năm 2020, dân số ước tính phó tỉnh là 166.112 người và mật độ dân số là 16 người/km2. Tổng diện tích phó tỉnh là 10.831,24 km2.

## Hành chính
| Tên                            | Tên      | Diện tích (km2) | Dân số  | Huyện    | Loại đô thị | Bản đồ |
| Rōmaji                         | Kanji    | Diện tích (km2) | Dân số  | Huyện    | Loại đô thị | Bản đồ |
| ------------------------------ | -------- | --------------- | ------- | -------- | ----------- | ------ |
| Ashoro                         | 足寄町   | 1.408,09        | 7.150   | Ashoro   | Thị trấn    |        |
| Hiroo                          | 広尾町   | 596,14          | 7.182   | Hiroo    | Thị trấn    |        |
| Honbetsu                       | 本別町   | 391,99          | 7.441   | Nakagawa | Thị trấn    |        |
| Ikeda                          | 池田町   | 371,91          | 6.933   | Nakagawa | Thị trấn    |        |
| Kamishihoro                    | 上士幌町 | 700,87          | 4.908   | Katō     | Thị trấn    |        |
| Makubetsu                      | 幕別町   | 340,46          | 26.610  | Nakagawa | Thị trấn    |        |
| Memuro                         | 芽室町   | 513,91          | 18,806  | Kasai    | Thị trấn    |        |
| Nakasatsunai                   | 中札内村 | 292,69          | 3.980   | Kasai    | Làng        |        |
| Obihiro (trung tâm hành chính) | 帯広市   | 618,94          | 165.851 | Không có | Thành phố   |        |
| Otofuke                        | 音更町   | 466,09          | 44.235  | Katō     | Thị trấn    |        |
| Rikubetsu                      | 陸別町   | 608,81          | 2.528   | Ashoro   | Thị trấn    |        |
| Sarabetsu                      | 更別村   | 176,45          | 3.275   | Kasai    | Làng        |        |
| Shihoro                        | 士幌町   | 259,13          | 6.234   | Katō     | Thị trấn    |        |
| Shikaoi                        | 鹿追町   | 399,69          | 5.570   | Katō     | Thị trấn    |        |
| Shimizu                        | 清水町   | 402,18          | 9.784   | Kamikawa | Thị trấn    |        |
| Shintoku                       | 新得町   | 1.063,79        | 6.285   | Kamikawa | Thị trấn    |        |
| Taiki                          | 大樹町   | 816,38          | 5.742   | Hiroo    | Thị trấn    |        |
| Toyokoro                       | 豊頃町   | 536,52          | 3.262   | Nakagawa | Thị trấn    |        |
| Urahoro                        | 浦幌町   | 729,64          | 5.023   | Tokachi  | Thị trấn    |        |